# Heroes (musikalbum av Sabaton)
Heroes är det svenska heavy metal-bandet Sabatons sjunde album. Albumet släpptes den 16 maj 2014. Detta är det första albumet med bandets nya uppsättning med gitarristerna Chris Rörland och Thobbe Englund samt trummisen Hannes van Dahl. Skivan producerades av Peter Tägtgren i Abyss Studios.

## Låtlista
| Nr           | Titel               | Tema | Längd |
| ------------ | ------------------- | --- | ----- |
| 1.           | Night Witches       | Om ett sovjetiskt kvinnligt nattbombregemente under andra världskriget som kallades Natthäxorna. | 3:01  |
| 2.           | No Bullets Fly      | Historien om Franz Stigler, en tysk pilot som riskerade sitt liv på tre olika sätt när han var beordrad att jaga ikapp och skjuta ner ett amerikanskt B-17 bombplan styrt av andrelöjtnant Charlie Brown, som var på väg hem efter en framgångsrik bombräd. När han kom nära nog insåg han att bombplanet var allvarligt skadat av luftvärnskanoner under dess bombräd så han bestämde sig för att eskortera planet i säkerhet istället för att skjuta ner det. När han gjorde detta riskerade han bland annat att bli dömd i krigsrätt, vilket sannolikt hade lett till avrättning, bli nedskjuten av B-17 planets skyttar och även att bli utsatt för sin egen armés luftvärnskanoner. | 3:38  |
| 3.           | Smoking Snakes      | Låt om Brasilianska expeditionsstyrkans insatser i Italien under andra världskriget. | 3:15  |
| 4.           | Inmate 4859         | Handlar om Witold Pilecki, en soldat tillhörande Armia Krajowa. Ledare av en motståndsrörelse i Auschwitz, som han hamnade i frivilligt. Hjälte och fånge nummer 4859 i Auschwitz-Birkenau lägret. | 4:26  |
| 5.           | To Hell and Back    | Låt om Audie Murphy, en av de mest dekorerade krigshjältarna under andra världskriget. | 3:27  |
| 6.           | The Ballad of Bull  | Handlar om korpral Leslie "Bull" Allen. En australisk soldat som belönades med den amerikanska silverstjärnan för att ha räddat 12 amerikanska soldater i Papua nya Guinea under andra världskriget. | 3:53  |
| 7.           | Resist and Bite     | Handlar om Chasseurs Ardennais, ett infanteri tillhörande den belgiska försvarsmakten som gav tyskarna stort motstånd under andra världskriget. | 3:27  |
| 8.           | Soldier of 3 Armies | Lauri Törni, soldat som slogs för den finska armén, Waffen-SS samt U.S. Army Special Forces. | 3:38  |
| 9.           | Far from the Fame   | Hjälten av Tjeckoslovakien – Karel Janoušek, Grundare av de tjeckoslovakiska styrkorna i Storbritanniens flygvapen. Efter kriget blev han fängslad av den kommunistiska regimen i Tjeckoslovakien. | 3:47  |
| 10.          | Hearts of Iron      | De tyska styrkorna från den tolfte och nionde armén, som, när de höll på att förlora mot de sovjetiska styrkorna under slaget om Berlin, skapade en korridor över floden Elbe för att skydda de flyktingar och soldater som försökte fly och ge upp till de allierade. | 4:28  |
| Total längd: | Total längd:        | Total längd: | 37:00 |

| Nr           | Titel        | Tema | Längd |
| ------------ | ------------ | --- | ----- |
| 11.          | 7734         | Låten kommer från Sabatons skiva Metalizer och är en nyinspelning som har önskats väldigt länge av bandets fans.                                                                                | 3:33  |
| 12.          | Man of War   | Låten passade inte in i temat till Heroes och blev då en bonuslåt. Ju mer bandet satt och redigerade låten desto mer lät det som Manowar. Låten i sig består av sångtitlar från bandet Manowar. | 3:48  |
| Total längd: | Total längd: | Total längd: | 44:21 |

- Dessa två låtar finns med på alla andra versioner av albumet.

| Nr           | Titel                                     | Längd |
| ------------ | ----------------------------------------- | ----- |
| 13.          | For Whom the Bell Tolls (Metallica cover) | 5:21  |
| 14.          | En hjältes väg (Raubtier cover)           | 4:26  |
| 15.          | Out of Control (Battle Beast cover)       | 3:37  |
| Total längd: | Total längd:                              | 57:45 |

- De tre sista låtarna finns bara med på Earbook-versionen och på en limiterad digipak-version släppt i Mexiko.

- Joakim Brodén – Sång
- Pär Sundström – Bas
- Chris Rörland – Gitarr, Bakgrundssång
- Thobbe Englund – Gitarr, Bakgrundssång
- Hannes van Dahl – Trummor